# Дмитро Саймс
Дмитро Саймс (англ. Dimitri K. Simes; при народженні — Дмитро Костянтинович Сіміс; нар. 29 жовтня 1947 року, Москва, РРФСР, СРСР) — американський та російський політолог радянського походження, один з тих, хто активно просуває проросійську пропаганду в американському інформаційному просторі.
Був призначений Річардом Ніксоном на деякий час головою та головним виконавчим директором «Ніксоновського центру». Після звільнення заснував так званий Центру національних інтересів (Вашингтон, США) при його заснуванні 20 січня 1994. Видавець і генеральний директор американського журналу The National Interest (Національний інтерес).
Після 2022 знову в Росії - пропутінський та анти-американський телевізійний експерт-коментатор Центрального російського ТБ.

## Біографія
Дмитро Сіміс (Саймс) народився 29 жовтня 1947 року в Москві. Він був прийнятий у сім'ю радянського правознавця та правозахисника, співробітника радіо «Свобода» Костянтина Михайловича Сіміса (4 серпня 1919 — 14 грудня 2006) та адвоката з України Діни Ісааківни Камінської (13 січня 1919 — 7 липня 2006). Сім'я була безпартійною та до радянської влади ставилася досить негативно. Дід по материнській лінії в 1930-і роки (аж до осені 1937 року) очолював один з найбільших радянських банків — «Промисловий банк СРСР», який у ті роки здійснював фінансування всього капітального будівництва в країні, у 1950-і роки називав радянську владу «зграєю». Батьки Дмитра постраждали[джерело?] від «боротьби з космополітизмом».
Після закінчення московської середньої школи Дмитро протягом року працював науково-технічним співробітником у Державному історичному музеї, потім вступив на денне відділення історичного факультету МДУ, звідки з другого курсу змушений був перейти на заочне відділення, після того, як вступив у небезпечну полеміку з викладачем історії КПРС щодо оцінки ленінських праць. Одночасно Дмитро Сіміс влаштувався на роботу до Фундаментальної бібліотеки суспільних наук Академії наук СРСР (нині — Інститут наукової інформації з суспільних наук Російської академії наук (ІНІОН РАН)).
Продовживши заочне навчання на історичному факультеті МДУ, зацікавившись антропологією, в 1966 вступив на денне відділення біолого-ґрунтового факультету МДУ.
Два рази був виключений із МДУ з політичних мотивів, на два тижні поміщався в московський слідчий ізолятор «Матроська тиша» за участь у демонстрації. Зокрема, у січні 1967 року був відрахований з денного відділення біолого-ґрунтового факультету за «антирадянські висловлювання» на молодіжному диспуті, присвяченому засудженню війни США у В'єтнамі. Проте дисидентом Дмитро себе не вважає і ніколи ним бути не збирався, а намагався займатися своєю професією в рамках системи, що існувала в СРСР.
У 1967—1973 роках — науково-технічний, а потім молодший науковий співробітник Інституту світової економіки та міжнародних відносин (ІМЕМО), де був заступником секретаря комітету комсомолу та отримав премію за найкращий проект серед молодих учених.
У січні 1973 року, у віці двадцяти п'яти років, емігрував із дружиною до США.
Був прийнятий на роботу науковим співробітником до Центру стратегічних та міжнародних досліджень (Center for Strategic and International Studies). Керував Центром з російських та євроазіатських програм у Фонді Карнегі, був професором при Університеті Джонса Хопкінса, Колумбійському університеті та Каліфорнійському університеті в Берклі. У 1978 — директор відділу досліджень СРСР центру з вивчення стратегічних та міжнародних питань Джорджтаунського університету, одночасно — позаштатний кореспондент радіо радіо «Свобода» у Вашингтоні (працював під псевдонімом).
Був неофіційним радником з питань зовнішньої політики екс-президента США Річарда Ніксона (1913—1994) в останні роки його життя.
Є головою і головним виконавчим директором Центру національних інтересів (Вашингтон, США; раніше — Ніксонівський центр) з дня його заснування 20 січня 1994 Річардом Ніксоном, а також видавцем і генеральним директором американського журналу «The National Interest» («Національний інтерес»).
Бере участь як експерт у російських політичних телевізійних передачах та друкованих виданнях.
З 3 вересня 2018 року разом із В'ячеславом Никоновим веде суспільно-політичне ток-шоу «Велика гра» на «Першому каналі» російського телебачення.
Підтримує повномасштабну агресію Росії проти України, постійний учасник шоу на російських телеканалах.

## Родина та власність
Батьки Саймса: мати — Діна Ісааківна Камінська (1919—2006), юрист, адвокат, захищала відомих правозахисників Олександра Гінзбурга та Володимира Буковського на судових процесах у Москві. Після еміграції до США опублікувала мемуари «Записки адвоката» (1976). Батько Саймса, Костянтин Михайлович Сіміс (1919—2006), — автор книги USSR: the Corrupt Society; The Secret World of Soviet Capitalism (1982).
Одружений. Дружина — Анастасія Рюрікова Саймс (Anastasia Ryurikov Simes), художниця, дочка - Дмитра Рюрікова, політичного радника путінського режиму. Син - Дмитро, добре говорить російською мовою. 
Тесть - Дмитро Рюріков, радянський і російський дипломат
До 2022 року проживали у США. Має маєток у селищі Хантлі (Huntly) під Вашингтоном та ділянку землі площею 53 га, який у 2021 оцінювався агенцією нерухомості Zillow в 1,6 млн.дол., а у 2024 оцінюється у 2,26 млн.дол. У 2017 Дмитро Саймс заробив 586.349 дол., при середній заробітній платні у місті Вашингтон 75 тис. дол./на рік.

## Зв'язки з КДБ
Відомий радянський правозахисник і дисидент Олександр Гінзбург, член Московської Гельсінської групи та політв'язень, стверджував, що Дмитро Сіміс завжди був проти дисидентів. Будучи керівником оперзагону свого інституту, він разом із КДБ брав участь у його першому арешті та обшуку ще у 1960 році.

## Розслідування ФБР
13 серпня 2024 агенти ФБР, згідно до ордеру виданого судом, провели обшук у домі Саймса під Вашингтоном. За власними ствердженнями Саймса він не з'являвся в США з жовтня 2022.
5 вересня 2024 року Міністерство юстиції США повідомило про висунення звинувачень Саймсу і його дружині Анастасії в порушенні санкцій США і відмиванні грошей, отриманих у порушення санкцій . За даними обвинувачення, подружжя брало участь у схемі з обходу санкцій в інтересах «Первого канала», отримавши від нього понад 1 млн доларів, автомобіль, водія, квартиру в Москві і команду з десяти співробітників. За даними слідства, дружина Саймса брала участь у схемі з обходу санкцій в інтересах російського бізнесмена Олександра Удодова. В інтересах підприємця вона купувала твори мистецтва та антикваріат у галереях і аукціонних будинках у США та Європі, а потім відправляла їх до своєї резиденції, де вони зберігалися для подальшої відправки в Росію, при цьому Анастасія Саймс отримувала винагороду за свої послуги .